# Авіано
Ав'яно (італ. Aviano) — муніципалітет в Італії, у регіоні Фріулі-Венеція-Джулія, провінція Порденоне.
Ав'яно розташований на відстані близько 470 км на північ від Рима, 110 км на північний захід від Трієста, 16 км на північний захід від Порденоне. В Авіано розташована авіабаза тактичної авіації Військово-повітряних сил США у Північній Італії. База використовується для дислокації винищувачів F-16 та як військовий склад матеріально-технічних ресурсів.
Населення — 9192 особи (2014).
Покровитель — святий Зенон.

## Демографія
Населення за роками:

Станом на 1 січня 2023 року в муніципалітеті офіційно проживало 1005 іноземців з 76 країн, серед них 329 громадян країн Євросоюзу та 48 громадян України.

## Уродженці
- Фабіо Россітто (*1971) — відомий у минулому італійський футболіст, півзахисник, згодом — футбольний тренер.

## Сусідні муніципалітети
- Барчис
- Будоя
- Фонтанафредда
- Монтереале-Вальчелліна
- Ровередо-ін-П'яно
- Сан-Куїрино
- Тамбре